# Мукуссо
Мукусо — деревня на юге Анголы на границе с Намибией.

## Слоны в Мукуссо
7 ноября 1974 года в Мукуссо был застрелен саванный слон.
Согласно «Книге рекордов Гиннесса», данный экземпляр являлся самым крупном наземным млекопитающим, вес самца составил 12,24 т.
В марте 2010 года на деревню напало стадо диких слонов. Животные разрушили фермы и растоптали несколько десятков домов. Человеческих жертв удалось избежать, однако около четырех тысяч жителей деревни и окрестностей были вынуждены бежать в соседнюю Намибию.